# Габричевский, Евгений Георгиевич
Евгений Георгиевич Габричевский (фр. Eugène Gabritschevsky; декабрь 1893 — 5 апреля 1979) — русский биолог-диптеролог, ставший художником в психиатрической лечебнице.

## Биография

### Образование и научная деятельность
Евгений Габричевский родился в обеспеченной семье учёных Императорской России. Его отец, Георгий Норбертович, известный бактериолог, работал с Луи Пастером во Франции и с Робертом Кохом в Германии.
Евгений пошёл по стопам отца, он изучал биологию в Московском университете с 1913 года. Своей специальностью он выбрал энтомологию и изучение проблем, связанных с наследственностью. Он успешно закончил учёбу и занялся научной деятельностью.
В 1925 году его пригласили в Колумбийский университет в США, где он продолжал свою работу в течение двух лет, а в 1927 году поселился в Париже, где продолжил исследования в Институте Пастера. К тридцати трем годам он был хорошо известен в своей области и получил мировую известность благодаря своим знаниям о законах мутаций в жизни насекомых.

### Болезнь и искусство
В 1931 году Габричевского поместили в психиатрическую больницу Хаар-Эфлинген, где ему поставили диагноз шизофрения. Остаток жизни он провел в больнице.
За последующие тридцать лет Габричевский создал множество произведений искусства: тысячи картин и рисунков. Его первые работы выглядят вполне академично и были вдохновлены кораллами или человеческими фигурами. Однако по мере того, как его состояние ухудшалось, его образы постепенно менялись. Он начал рисовать призрачные силуэты, большеголовых монстров с огромными глазами, а затем и маленьких существ, похожих на мутантов.